# Comfortably Numb
Comfortably Numb er en sang fremført at det britiske band Pink Floyd.
Comfortably Numb blev udgivet i 1979 på dobbeltalbummet The Wall.
I Comfortably Numb spiller David Gilmour 2 soloer. Sidste solo regnes som verdens bedste solo ifølge forskellige engelske radiostationer.

## Plot
På samme måde som alle de andre sang på The Wall, fortæller Comfortably Numb en del af historien om rocksangeren Pink. Pink hører nu midt i sin selvpålagte koma, en læge tale til ham. Lægen giver ham nu en sprøjte med et opkvikkende stof, for at få ham på benene, så han kan komme i gang med sin koncert.